# Lily (1973)
Lily es un programa especial humorístico que se pudo ver en 1973 en la cadena estadounidense CBS . El guion fue escrito por 15 personas (incluida su protagonista Lily Tomlin) que recibieron un Emmy por su esfuerzo en este show . Este programa fue el primero de tres especiales.